# Голикова, Людмила Юрьевна
Людмила Юрьевна Голикова (7 октября 1965) — советская, российская женщина-борец вольного стиля, призёр чемпионатов мира. Мастер спорта СССР (1991).

## Биография
Сначала занималась академической греблей. Первый тренер по академической гребле А. П. Смирнова. Позже переключился на вольную борьбу, где её тренерами были А. В. Пиляев, А. Н. Ходырев. Окончила  Государственный центральный институт физической культуры по специальности преподаватель-тренер по гребному спорту.
В сентябре 1991 года представляла СССР на чемпионате мира в Токио, боролась в тяжелой весовой категории (до 75 кг), где завоевала бронзовую медаль, уступив китаянке Лю Дунфэн и южнокорейке Ён Кён Ран .
С 2001 года работает внештатным тренером в общеобразовательных и спортивных школах Москвы. Является почетным работником образования города Москвы.

## Спортивные результаты
- Чемпионат мира по борьбе 1991 — ;